# Инаури, Алексей Николаевич
Алексе́й Никола́евич Инау́ри (29 апреля (12 мая) 1908, Гори Тифлисской губернии — 23 июня 1993, Тбилиси) — советский военный и государственный деятель. Председатель КГБ при Совете Министров Грузинской ССР в 1954—1988 годах. Генерал-полковник (1967). Герой Советского Союза (1985).

## Биография
Алексей Николаевич Инаури родился 29 апреля (12 мая по новому стилю) 1908 года в городе Гори Тифлисской губернии в семье рабочего-каретника.
С 1924 года Алексей работал чернорабочим, с мая 1925 года — молотобойцем консервного завода в Гори, а с 1926 года — молотобойцем вагонного депо в Тифлисе. В 1926 году окончил вечернюю среднюю школу в Гори, а в следующем году переехал в Тбилиси.
В августе 1927 года был призван в ряды РККА. В 1931 году окончил Северо-Кавказскую горских национальностей Кавалерийскую школу в Краснодаре. Во время учёбы в марте-апреле 1930 года участвовал в подавлении антисоветского восстания в Карачаевской автономной области. В апреле того же года был назначен на должность командира взвода и эскадрона 16-го кавалерийского полка (3-я кавалерийская дивизия, Украинский военный округ), в октябре 1936 года — на должность начальника полковой школы 14-го и 16-го кавалерийских полков той же дивизии, а в декабре 1938 года — на должность помощника командира кавалерийского полка в той же дивизии по строевой части.
В 1932 году Инаури вступил в ВКП(б).
С апреля 1941 года майор Инаури командовал 99-м кавалерийским полком той же дивизии Киевского Особого военного округа.
С июня 1941 года принимал участие в Великой Отечественной войне. Полк и дивизия вошли в состав 5-го кавалерийского корпуса 6-й армии Юго-Западного фронта. Участвовал в Львовско-Черновицкой, Киевской, Сумско-Харьковской оборонительных операциях.
С 16 января по 30 июля 1942 года командовал 34-й кавалерийской дивизией (5-й кавалерийский корпус, 37-я армия, Южный фронт). Дивизия под командованием подполковника Инаури отличилась в январе 1942 года в ходе Барвенково-Лозовской операции, летом 1942 года участвовала в Воронежско-Ворошиловградской и Донбасской оборонительных операциях, а также в оборонительном этапе битвы за Кавказ..
В августе 1942 года был назначен на должность командира 1-й кавалерийской дивизии (15-й кавалерийский корпус, Закавказский фронт). Дивизия располагалась в Иране (управление в г. Тавриз) и обеспечивала охрану коммуникаций, по которым в СССР через Иран поставлялись грузы по ленд-лизу.
До февраля 1946 года Алексей Николаевич Инаури командовал 1-й кавалерийской дивизией.
В 1948 году окончил Высшую военную академию имени К. Е. Ворошилова. С апреля того же года командовал 18-й механизированной дивизией (9-й стрелковый корпус, Группа советских войск в Германии, с декабря 1951 года — 9-м стрелковым корпусом в ГСВГ, а с февраля 1953 года — 3-м горнострелковым корпусом (Прикарпатский военный округ).
В июле 1953 года Алексей Николаевич Инаури был назначен на должность министра внутренних дел Грузинской ССР, а в марте 1954 года — на должность председателя КГБ при Совете Министров Грузинской ССР (с 1978 года — КГБ Грузинской ССР). С 1953 по 1991 год проживал в городе Тбилиси в так называемом «генеральском доме» по улице Каргановской, затем переименованной в улицу Лео Киачели, с супругой и двумя сыновьями — старшим Аликом, впоследствии окончившим МГИМО, и младшим Гией, окончившим в Тбилиси медицинский институт и успешно работающим по специальности нейрохирурга в НИИ имени Бурденко в Москве. Семья Инаури жила скромно без роскоши и показухи в ладу со всеми соседями. Сыновья выделялись дружелюбностью и хорошим воспитанием, полученным от отца и матери. Будучи отважным воином кавалеристом-артиллеристом, побывавшим в пекле Великой Отечественной войны, Алексей Инаури был далёк от знаний и опыта возглавляемой им секретнейшей службы периода СССР. Однако, обладая отличной интуицией и покладистым характером, ему удалось заслужить любовь и уважение подчинённых и стать единственным руководителем в Грузии, продержавшимся на занимаемой должности почти 35 лет — с 1954 по 1988 год. Жил на улице Саджая (ныне — Лео Киачели), д. 5/7.
Руководители Грузии, в том числе и Эдуард Шеварднадзе, видя примерный, очевидно скромный образ жизни Инаури, побаивались его, однако продолжали тайком обогащаться за счёт занимаемых должностей и подчинённых сотрудников. Коррупция в Грузии ещё более процветала в эпоху Шеварднадзе, чем это было в период изобличения последним в коррупции В. П. Мжаванадзе. Инаури в тот период придерживался нейтральной позиции, понимая, что с желающей обогатиться громадной массой государственных чиновников ему не справиться, а тем более не справиться с Эдуардом Шеварднадзе, получившим в народе прозвище «Белый лис».
Указом Президиума Верховного Совета СССР от 7 мая 1985 года за большие заслуги в обеспечении государственной безопасности СССР, мужество и отвагу, проявленные в период Великой Отечественной войны генерал-полковнику Алексею Николаевичу Инаури присвоено звание Героя Советского Союза с вручением ордена Ленина и медали «Золотая Звезда» (№ 11530).
В декабре 1988 года генерал-полковник Алексей Инаури вышел в отставку по состоянию здоровья. Избирался депутатом Совета Национальностей Верховного Совета СССР 4-11-го созывов (1954—1989) от Грузинской ССР и членом бюро Центрального Комитета Коммунистической партии Грузинской ССР.
Инаури Алексей Николаевич умер 23 июня 1993 года в Тбилиси, однако по версии ветерана КГБ Игоря Перетрухина А. Н. Инаури был убит. Похоронен на Сабурталинском кладбище в Тбилиси рядом с женой.

## Награды
- Медаль «Золотая Звезда» Героя Советского Союза (7.05.1985);
- четыре ордена Ленина (20.04.1953, 2.04.1966, 13.12.1977, 7.05.1985);
- орден Октябрьской Революции (31.08.1977);
- два ордена Красного Знамени (5.11.1941, 6.11.1947);
- орден Отечественной войны 1-й степени (11.03.1985);
- три ордена Трудового Красного Знамени (24.05.1958, 13.05.1968, 11.05.1983);
- два ордена Красной Звезды (3.11.1944, 10.12.1964);
- Медали СССР.
- Иностранные награды:
- орден Заслуг перед Отечеством (ГДР);
- военный орден «За заслуги перед народом и Отечеством» (ГДР);
- медаль «40 лет Халхин-Гольской Победы» (МНР);
- медаль «60 лет Монгольской Народной Армии» (МНР).

## Воинские звания
- Старший лейтенант (1935)
- Майор (1941)
- Подполковник (начало 1942 года)
- полковник (6 мая 1942 года)
- генерал-майор (постановление СНК СССР от 13 сентября 1944 года № 1241)
- генерал-лейтенант (постановление Совета Министров СССР от 9 января 1957 года № 19)
- генерал-полковник (постановление Совета Министров СССР от 27 октября 1967 года № 985)